# Muthige, Alur
Muthige là một làng thuộc tehsil Alur, huyện Hassan, bang Karnataka, Ấn Độ.